# Erwin Bowien
 Denne artikel bør gennemlæses af en person med fagkendskab for at sikre den faglige korrekthed.

Erwin Johannes Bowien (født 3. september 1899 i Mülheim an der Ruhr, død 3. december 1972 i Weil am Rhein) var en tysk maler og forfatter.
Bowiens forældre stammede fra Østpreussen, hvor faren var bygningsingeniør. Morens familie var flyttet til området i det 18. århundrede.
Bowien fik sin første underviswning i Berlin. Senere studerede han på "Ecole professionelle" i Neuchâtel i Schweiz. Efter Første Verdenskrig studerede han ved Kunstakademiet i München, Kunstakademiet i Dresden og Kunstakademiet i Berlin. Derefter underviste han selv i fire år og gav forelæsninger om kunsthistorie på Volkshochschule i Solingen.
Som modstander af nazisterne tog han efter deres magtovertagelse til Nederlandene, hvor han 1933-42 levede som freelance kunstner i filosoffen René Descartess tidligere hjem i byen Egmond aan den Hoef (en) i provinsen Nordholland. Da prinsesse Beatrix blev født i 1938, portrætterede han nogle af de børn, der blev født samme år i Egmond aan den Hoef. Kommunen har senere overdraget malerierne til de kongelige arkiver.
Efter den tyske besættelse af Nederlandene blev han arresteret og fængslet i tre dage. Han fik information fra Tyskland om, at hans kolleger var villige til at skjule ham, og Bowien levede resten af krigen uopdaget i en lille landsby i Bayern.
Efter krigen besøgte han blandt andet Norge og Schweiz. Hans arbejde har været udstillet i flere byer i Tyskland; desuden blandt andet i København og Paris, og hans arbejde kan ses på flere museer.
Bowien døde den 3. december 1972 i sin bolig i Weil am Rhein. Den 20. oktober 1976 blev venskabsforeningen Erwin Bowien grundlagt i "Deutsches Klingenmuseum" i Solingen.